# Zdeněk Vojta
Zdeněk Vojta (* 30. ledna 1963) je bývalý lední hokejista, útočník, odchovanec kladenského hokeje. V současné době[kdy?] pedagog a hokejový trenér.

## Hráčská kariéra
S ledním hokejem začínal v kladenském žákovském družstvu. Jako hráč působil především v týmu Kladna, během základní vojenské služby pak nastupoval za B-tým Dukly Jihlava. V seniorském týmu HC Kladno sehrál celkem 10 ligových sezon (1982–1989, 1991–1992), tedy 477 utkání, během kterých vstřelil celkem 196 branek. V roce 1992 odešel do Německa, kde hrál za Waldkraiburg a Crimmitschau. Po těchto angažmá aktivní hráčskou kariéru ukončil a začal se věnovat trénování a pedagogické činnosti na FTVS UK v Praze.

## Trenérská kariéra
Trenérskou dráhu začal jako trenér mládeže v Kladně. V sezonách 1997–1999 působil jako hlavní trenér v mužstvu prvoligového Berouna, kde mu asistoval nejprve Josef Jandač, posléze Pavel Hynek. Následně se na nějakou dobu vrátil do Kladna k mládeži. Od ročníku 2000/2001 pak vedl prvoligový Liberec, kde mu asistentem byl opět Josef Jandač.
Před sezonou 2001/2002 obdržel nabídku od mateřského Kladna, aby ho vedl v extralize. S asistenty Miloslavem Hořavou a Milanem Skrbkem se mu však nepodařilo zastavit letitý kladenský pád, sezona se opět nevyvíjela podle představ a bylo jasné, že Kladno bude mít velké potíže s udržením se v extralize. Nejčernější scénář, kterým byl sestup, se nakonec naplnil, když Kladno neudrželo extraligovou příslušnost v baráži proti Liberci. U toho už ale trenér Vojta nebyl, neboť byl i s asistentem Milošem Hořavou v průběhu ročníku odvolán. Sestupovou sezonu v Kladně dotrénoval Jaromír Šindel.
Po nevydařené sezoně v Kladně působil ještě na lavičce prvoligového Ústí nad Labem, poté se Zdeněk Vojta přesunul do Chomutova, kde se ujal tamní mládeže a věnoval se zejména pedagogické činnosti na FTVS UK v Praze.
Zajímavé bylo angažmá u Chorvatské hokejové reprezentace a v Lotyšsku.
Do povědomí se opět dostal až díky angažmá v mateřském Kladně. Poté, co před sezonou 2011/2012 převzal tým po svém otci Jaromír Jágr, byl Zdeněk Vojta osloven, aby se ujal funkce hlavního trenéra a doplnil stávající trenérskou dvojici Petr Tatíček, Jiří Kopecký, které se v předešlém ročníku podařilo udržet v Kladně extraligu. Návrat do Kladna vyšel Zdeňku Vojtovi znamenitě – pod jeho vedením se podceňovanému týmu povedlo celkem bez problémů projít celou základní částí a obsadit v ní 8. místo, které znamenalo postup do předkola play off. V něm sice tým nestačil na Kometu Brno, nicméně po 3. sezonách, kdy Kladno bojovalo o záchranu, to byl velký úspěch. Díky němu byla trenérské trojici Vojta, Tatíček a Kopecký prodloužena smlouva i pro ročník 2012/2013. Ten byl pro český hokej velice zajímavý – v NHL probíhala dlouhodobá stávka, proto řada hráčů hrála v české extralize. To platilo především v Kladně, kde měl Zdeněk Vojta v části sezony kromě Jaromíra Jágra k dispozici ještě Marka Židlického, Jiřího Tlustého, Tomáše Plekance a Tomáše Kaberleho. S touto hvězdnou sestavou se Kladno pochopitelně dařilo. Poté, co na začátku ledna stávka skončila, byl před týmem Zdeňka Vojty poměrně těžký úkol – udržet Kladno v pozici, které zaručuje postup do vyřazovacích bojů. A opět se to povedlo. Tým postoupil do předkola, kde překvapivě vyřadil obhájce titulu s Pardubic a po delší době se probil do čtvrtfinále. Tam však tým nestačil na Slavii Praha.
Jelikož se i druhá sezona Zdeňka Vojty v Kladně hodnotila jako úspěšná, opět trenérský triumvirát prodloužil smlouvu. Následující ročník však téměř od samého začátku ukazoval, že bude poněkud složitější než dva ročníky předchozí. Týmu se prakticky od počátku soutěže nedařilo, zaostával především na domácím kluzišti, kde sbíral jednu porážku za druhou. Z počátku soutěže to kompenzoval přísunem bodů z venkovních zápasů, postupem času však sbíral body sporadicky. Hlavním problémem pak byla produktivita. Vedení klubu ponechalo trenérům poměrně dlouhou dobu prostor, aby se situací něco udělali. Pravdou je, že ti vyzkoušeli prakticky všechno, co vyzkoušet šlo. Vzhledem k tomu, že se však výsledky týmu nezlepšili, došla vedení klubu trpělivost a trenéři Zdeněk Vojta, Jiří Kopecký a Petr Tatíček byli dne 18. prosince 2013 od týmu odvoláni. Novými trenéry Kladna se pak stali Jiří Čelanský, Jan Neliba a Josef Zajíc. Ani tito trenéři Kladno neprobudili a sezona skončila tím nejhorším možným způsobem – Kladno neuhájilo extraligovou příslušnost.